# Rubberduck
Rubberduck (vero nome Byrd Rental) è un personaggio immaginario dell'Universo DC, ed un'anatra antropomorfica. Rubberduck è un supereroe che visse nel mondo oltredimensionale della Terra-C (ora Terra-26), una Terra alternativa popolata da animali senzienti. Comparve per la prima volta in The New Teen Titans n. 16 (febbraio 1982).
Il nome dell'alter ego di Rubberduck, "Byrd Rental", è un gioco di parole che riprende il nome dell'attore statunitense Burt Reynolds; essendo la controparte di Burt Reynolds di Terra-26, la carriera di Byrd Rentals è simile a quella del noto attore, comparendo in pellciole cinematografiche quali "The Longest Yarn" (invece che "The Longest Yard") e in Smoke-Eye and The Panda (invece che Smokey and The Bandit).

## Biografia
Mentre veniva intervistato dalla signora del gossip Rova Barkitt mentre era a bagno nella sua vasca idromassaggio, Byrd fu colpito da un luccicante frammento di meteorite (che fu lanciato sulla Terra da Starro il Conquistatore); il risultato gli diede il potere di poter allungare il proprio corpo e di dargli ogni forma desiderata. Unendosi a Rova (che anche fu trasformata da un altro frammento), i due si allearono ad altri animali super potenziati affetti dal meteorite; insieme, il gruppo riuscì a sconfiggere Starro (con l'aiuto di Superman), e decisero di formare un gruppo di supereroi chiamato La Stupefacente Squadra Zoo.
Byrd, come Rova, cominciò a pensare e a valutare sulla sua vita Follywoodiana, spesso facendo riferimento all'industria dell'intrattenimento mentre combatteva i nemici o discuteva con gli altri. Ebbe anche grande piacere dalla celebrità procurata della sua identità da civile, sebbene fu sempre amichevole, rispettabile e pieno di rispetto per i suoi compagni di Squadra, permettendo loro di usufruire della sua casa a Follywood. Era anche meno elitario e snob di Rova, preferendo dei passatempi più accessibili come video games e veloci automobili da mischiare con l'alta società Follywoodiana.
In Teen Titans n. 30 e 31 (dicembre 2005-gennaio 2006), Rubberduck fu menzionato in una serie di pagine che era in lista per divenire un fumetto della Squadra Zoo che avrebbe fatto parte della continuità dell'Universo DC, e avrebbe seguito i suoi compagni di squadra in una versione più tetra ed oscura della Terra-C, facendo da parodia ai fumetti di supereroi, che all'epoca, tendevano verso quel tipo di genere. In queste pagine, Rubberduck fu mostrato al lavoro insieme a Pig-Iron, separatamente dal resto della Squadra, in quel momento, sciolta.
Nella storia di Countdown, Captain Carrot and the Final Ark (ottobre-dicembre 2007), il team si riunì nel mezzo di alcuni conflitti tra le creature di terra e quelle acquatiche della nuova ri-classificata Terra-26, alimentati da Starro.
Quindi lo incontrarono e furono ipnotizzati con la convinzione di aver perso i loro poteri. Solo Pig-Iron (chre non era presente al momento) e American Eagle (che non aveva super poteri) non furono colpiti. Quindi, Starro sommerse la Terra, rendendola inabitabile. La Squadra quindi si ritrovò con un transatlantico pieno di rifugiati trasportati via dal pianeta dalla Just'A Lotta Animals. La nave fu, però, portata sulla Terra. La Justice League vide la nave e la fece atterrare al sicuro, sebbene tutti i passeggeri, inclusa la Squadra, furono tramutati in animali non antropomorfi.
Infine, la forma antropomorfa di Rubberduck e i suoi poteri furono ricostituiti dal Monitor rinnegato Nix Uotan e poté partecipare alla climatica battaglia in Crisi finale.

## Poteri e abilità
Rubberduck possiede l'abilità di allungare e contorcere ogni parte del suo corpo in ogni forma, similmente agli eroi Elongated Man, Plastic Man o Mister Fantastic della Marvel Comics. Tuttavia, non è un mutaforma. Il suo corpo di gomma lo rende resistente alle ferite, sebbene può soffrire danni dolorosi se il suo corpo elastico viene iper stressato. I suoi poteri sono in condizione permanente, cioè non può "spegnere" il suo potere, sebbene mantenga la sua forma normale senza sforzi. Così, può allungarsi per battersi contro qualcuno più forte di lui o restringersi quando i suoi poteri non sono più necessari.